# Analiza reală
Analiza reală (numită și teoria funcțiilor de variabilă reală) este o ramură a analizei matematice care studiază numerele reale și funcțiile reale de variabilă reală.
Printre temele abordate se numără: studiul convergenței și limitei funcțiilor (inclusiv șirurilor și seriilor), calculul diferențial și integral.

## Construcția numerelor reale
Teormele analizei reale au la bază structura și proprietățile numerelor reale.
Sistemul numerelor reale este un cvadruplet {\displaystyle (\mathbb {R} ,+,\cdot ,<)}, unde {\displaystyle \mathbb {R} } este mulțimea numerelor reale, {\displaystyle +,\cdot } sunt două operații (una aditivă și una multiplicativă), iar {\displaystyle <} relația de ordine.
Există mai multe moduri de a construi o definiție formală a mulțimii numerelor reale.
Astfel, abordarea sintetică furnizează o listă de axiome care arată că {\displaystyle \mathbb {R} } este un corp ordonat și complet.
Pe baza teoriei mulțimilor, se arată că axiomele sunt categorice, adică oricare două modele de mulțimi de numere reale construite astfel sunt izomorfe între ele.
Adăugând mulțimii {\displaystyle \mathbb {R} } și conceptul de modul, aceasta devine spațiu metric, cu metrica definită astfel:
{\displaystyle d:\mathbb {R} \times \mathbb {R} \to \mathbb {R} ^{+},\;\;d(x,y)=|x-y|} .

## Ordonarea numerelor reale
Între elementele mulțimii {\displaystyle \mathbb {R} } se poate stabili o relație de ordine care transformă mulțimea în corp ordonat, relație care permite valabilitatea unor teoreme ca cea a convergenței șirurilor monotone, a valorilor intermediare sau teorema creșterilor finite.